# Villa La Collina
La Villa La Collina si trova nell'omonima località a Sesto Fiorentino, alle pendici del Monte Morello.

## Storia
Fin dal XV secolo in questa zona del "popolo" di Santa Maria a Collina esisteva una "casa da signore" di Averardo di Bicci de' Medici, al quale appartiene lo stemma mediceo nel porticato interno. In seguito fu dei Bucherelli, dei Ginori, dei Tartini (ai quali appartiene lo stemma sul fronte nord), dei Checcacci, dei Fedi ed infine dei Frittelli, attuali proprietari.

## Descrizione
La villa ha un aspetto cinquecentesco, con porticato e cortile recinto. I prospetti sono decorati da finestre inginocchiate in pietra. All'interno spicca la sala d'armi, con volte a crociera, e numerose stanze con soffitto a cassettoni. 
Il giardino è sobrio, con un vasto prato delimitato da cipressi che circonda l'edificio su due lati, concludendosi in una terrazza panoramica